# Иодид тория(IV)
Иоди́д то́рия(IV) (тетраиодид тория) — бинарное неорганическое соединение, соль металла тория и иодоводородной кислоты с формулой ThI4, лимонно-жёлтые (или бело-жёлтые) кристаллы, хорошо растворимые в воде. Очень гигроскопичен. Используется как промежуточный продукт при иодном рафинировании тория.

## Получение
- Действие иода на металлический торий в запаянной кварцевой ампуле в отсутствие кислорода и воды (чтобы избежать формирования оксииодида тория и диоксида тория; можно также использовать смесь водорода и паров иода):

{\displaystyle {\mathsf {Th+2I_{2}\ {\xrightarrow {450-500^{o}C}}\ ThI_{4}}}}
- Действие иодоводорода на гидрид тория(IV):

{\displaystyle {\mathsf {ThH4+4HI\ {\xrightarrow {}}\ ThI_{4}+4H_{2}\uparrow }}}
- Реакция иодида алюминия с диоксидом тория:

{\displaystyle {\mathsf {3ThO_{2}+4AlI_{3}\ {\xrightarrow {}}\ 3ThI_{4}+2Al_{2}O_{3}}}}
Полученный тетраиодид тория для очистки подвергают вакуумной перегонке при температуре 500—550 °C.

## Физические свойства
Иодид тория(IV) образует лимонно-жёлтые (бело-жёлтые) кристаллы. В отличие от других высших галогенидов тория, кристаллизуется в моноклинной сингонии.
Хорошо растворяется в холодной воде с сильным гидролизом по катиону, образуя оксииодид тория ThOI2 и иодоводород. Гигроскопичен.

## Химические свойства
- При нагревании в вакууме (в танталовом контейнере) реагирует с металлическим торием с образованием иодида тория(III):

{\displaystyle {\mathsf {3ThI_{4}+Th\ {\xrightarrow {800^{o}C}}\ 4ThI_{3}}}}
Эта реакция используется для рафинирования тория. При нагреве до 550—600 °C трииодид тория диспропорционирует на тетраиодид и дииодид, а последний, в свою очередь, при нагреве выше 600 °C разлагается с образованием тетраиодида и металлического тория.
- Медленно гидролизуется холодной водой:

{\displaystyle {\mathsf {ThI_{4}+H_{2}O\ {\xrightarrow {20^{o}C}}\ ThI_{2}O\downarrow +2HI}}}
- Реагирует с оксидом тория(IV) при нагреве:

{\displaystyle {\mathsf {ThI_{4}+ThO_{2}\ {\xrightarrow {}}\ 2ThI_{2}O}}}